# Oscar Troplowitz
Oscar Troplowitz (Gliwice, Silesia Superior, 18 de janeiro de 1863 — Hamburgo, 27 de abril de 1918) foi um farmacêutico e tornou-se proprietário da empresa Nivea.
Trouxe várias inovações aos trabalhadores em Beiersdorf como férias pagas, licença de maternidade e 48 horas de trabalho semanais.